# 韩钧 (1912年)
韩钧（1912年—1949年3月23日），原名韩水清，河南新安人，中国共产党官员、中国人民解放军将领。

## 生平
1932年，韩钧加入中国共产主义青年团。同年8月，因率学生参加抗日游行而被关押到北平军人反省院，1933年在狱中参加中国共产党。1936年9月，经中共党组织营救出狱，随即被派赴山西开展统一战线工作，先后在牺牲救国同盟会军政训练委员会政治部、青年抗敌决死二总队（后扩编为纵队）、决死二纵队任职。晋西事变爆发后，韩钧率部开赴晋西北，归入八路军120师编制。1944年，和刘子久等人赴豫西开辟抗日根据地。
抗日战争胜利后，任太岳军区河防支队司令员。1945年12月，任中国人民解放军太岳四纵队副司令员。1948年春，先后两次参加中国人民解放军进攻洛阳的战役。同年12月，参加平津战役。北平和平解放后，任中共北平市委委员、秘书长兼中国人民解放军北平市军事管制委员会秘书长。
1949年3月23日 ，韩钧因过度劳累而病逝，享年37岁。